# Lego Star Wars : L'Aube de la résistance
Lego Star Wars : L'Aube de la résistance est une série courte d'animation par ordinateur de cinq épisodes, diffusée sur Disney XD à partir du 15 février 2016. Son action se situe avant les évènements du film Star Wars : Le Réveil de la Force de 2015, et met en avant les exploits des héros du film,,.

## Distribution

### Voix originales
- Anthony Daniels : C-3PO
- Trevor Devall : Amiral Ackbar
- Michael Daingerfield : Han Solo
- Ellen Dubin : Capitaine Phasma
- Grey Griffin : Maz Kanata
- Arif S. Kinchen : Finn
- Lex Lang : Poe Dameron
- Helen Sadler : Rey
- James Arnold Taylor : Bala-Tik
- Billy Dee Williams : Lando Calrissian
- Dee Bradley Baker : Unkar Plutt
- Matthew Wood : Kylo Ren

### Voix françaises
- Jean-Claude Donda : C-3PO
- Patrick Raynal : Amiral Ackbar
- Patrick Béthune : Han Solo
- Julie Dumas : Capitaine Phasma
- Marie Tirmont : Maz Kanata
- Diouc Koma : Finn
- Benjamin Penamaria : Poe Dameron
- Jessica Monceau : Rey
- Jean Roche : Lando Calrissian
- Jochen Hägele : Bala-Tik
- Valentin Merlet : Kylo Ren
- François Siener : Unkar Plutt
- Michel Papineschi : le narrateur